# لوکاست گروو (آرکانزاس)
لوکاست گروو (به انگلیسی: Locust Grove) یک منطقهٔ مسکونی در ایالات متحده آمریکا است که در شهرستان ایندیپندنس، آرکانزاس واقع شده‌است. لوکاست گروو ۹۳٫۸۸ متر بالاتر از سطح دریا واقع شده‌است.